# Montréverd
Montréverd község Franciaország Loire mente régiójában, Vendée megyében. Új községként 2016. január 1-jén jött létre Saint-André-Treize-Voies, Mormaison és Saint-Sulpice-le-Verdon korábbi községek egyesítésével. Az egyesüléskor az új község lélekszáma 3477 fő lett. Lakosainak száma 3833 fő (2022. január 1.).

## Népesség
| Lakosok száma | 3674 | 3700 | 3732 | 3761 | 3790 | 3794 | 3833 |
|               | 2016 | 2017 | 2018 | 2019 | 2020 | 2021 | 2022 |